# 布里涅战役
布里涅戰役（法語：Bataille de Brignais）發生在1362年4月6日，當時正處於英法百年戰爭的休戰期間，自由傭兵團於法蘭西國土內肆虐。法王約翰二世派遣王室統帥拉馬爾什伯爵雅各一世與唐卡維爾伯爵讓·德·默倫前往鎮壓佔領布里涅城堡的傭兵團「後來者」（Tards-venus）。法軍遭到自由傭兵團的奇襲導致眾多將領傷亡。法軍鎮壓自由傭兵團的失敗在結果上促進了法國軍事制度的改革。

## 背景

### 自由傭兵團
英法百年戰爭爆發以來，兩國均自國內外引入大量僱傭兵協助戰鬥，然而又在戰情趨緩之時隨即遣散軍隊，失業的職業軍人在缺乏生活技能的狀況下聚集形成自由傭兵團，以掠奪城市鄉村為生，造成社會動盪。1360年，英法簽訂布勒丁尼條約，此條約為兩國帶來近十年的停戰期，卻也使大量的傭兵流離失所，集結成動輒數千人的大傭兵團，對王國帶來嚴重威脅。由瑟甘·德·巴德福尔率領的「後來者」（Tards-venus）為首的傭兵團活動於法蘭西東部，在最盛時期軍力達到15,000人。

### 勃艮第繼承問題
1361年，年僅15歲的勃艮第公爵菲利普一世驟逝而沒有留下繼承人，成為卡佩王朝在勃艮第公國的末代領主。同屬卡佩王朝的納瓦拉國王查理二世想宣稱勃艮第公國的繼承權，但法王約翰二世決定將勃艮第公國收回王室所有，重新封給么子勇敢的菲利普，造成納瓦拉國王與法王發生衝突。勃艮第公國的政局動盪導致自由傭兵團有機可趁，佔領勃艮地南部邊境地區。

## 戰役
1362年1月，法王約翰二世命令將勃艮地與周邊省分的軍力與物資置於唐卡維爾伯爵讓·德·默倫的統領下，在三月中與王室統帥拉馬爾什伯爵雅各一世率4000人對布里涅城堡發動圍城，布里涅城堡由小梅尚率領的「後來者」分隊控制。
雖然布里涅城堡並不具有重要戰略價值，但「後來者」的其他傭兵隊長不能忽視讓·德·默倫的威脅，加上另一支由元帥阿爾諾·奧德雷海姆率領的軍隊正從南部逼近，小梅尚與其他領袖便在4月初在里昂北邊集結一支約五千人的部隊。根據編年史家让·弗鲁瓦萨尔的《大事記》，著名的傭兵團「白色軍團」團長約翰·霍克伍德也特地從義大利前來參戰，然而考慮到他在義大利的契約狀況，他實際參戰的可能性並不高。
4月6日早晨布里涅城堡外，「後來者」的援軍在法軍完全未察覺的狀況下發動奇襲。由於法軍輕視傭兵團的實力，沒有充分做好周邊偵查與營地防禦，而被打的措手不及。王室統帥雅各一世受到致命傷逝世，其長子皮埃爾不久後也同樣傷重去世。超過千人遭到傭兵團俘虜，其中包含唐卡維爾伯爵讓·德·默倫，以及曾隸屬「後來者」，後來被法王招攬的知名傭兵隊長阿诺·德·塞尔沃勒。

## 影響
布里涅戰敗的消息震撼了法國宮廷，法國東部因自由傭兵團的威脅陷入恐慌。「後來者」假釋唐卡維爾伯爵以換取停戰直到5月26日，不過隨後傭兵團就隨著隊長們的分散而各自為政，對法國的威脅已然解除，不過勃艮第地區仍持續受到強盜行為的侵擾。
另一方面，戰敗在結果上刺激了法國軍事制度的改革。繼任的法王查理五世增加稅收將傭兵納入法軍的管理之下。這支新軍在查理五世統治期間活躍於各地戰場，到1380年查理五世逝世為止，已奪回了百年戰爭前期被英國占領的大部分領土並抑制自由傭兵團的發展。